# Mk 5
Mk 5 – brytyjska mina przeciwpancerna z okresu II wojny światowej. Miny Mk 5 produkowane były w dwóch odmianach – GS (general service) oraz HC (higher content) ze zwiększoną ilością użytego materiału wybuchowego.
Korpus miny wykonany jest ze stali, a wykorzystanym w niej materiałem wybuchowym jest trotyl.